# Cerre-lès-Noroy
Cerre-lès-Noroy est une commune française située dans le département de la Haute-Saône et la région administrative Bourgogne-Franche-Comté.

## Géographie

### Localisation
Cerre-lès-Noroy se trouve dans la région culturelle et historique de Franche-Comté.
Elle est sensiblement au centre du triangle formé par trois grands axes routiers hauts-saônois : la N19 (Vesoul-Lure), la RD 9 (Vesoul -Villersexel ) et la RD 486 (Lure -Villersexel)
La commune se trouve dans l'aire d'attraction de Vesoul, ainsi que dans sa zone d'emploi et dans son bassin de vie

### Communes limitrophes
Les communes limitrophes sont Noroy-le-Bourg, Vallerois-le-Bois, Autrey-lès-Cerre et Borey.
|                | Noroy-le-Bourg    | Autrey-lès-Cerre |
| Noroy-le-Bourg | Cerre-lès-Noroy   | Borey            |
|                | Vallerois-le-Bois |                  |

### Géologie et relief
La superficie de la commune est de 9,96 km2 ; son altitude varie de 285  à   438 mètres.
Le village s'étend au pied de la colline de « Champfleurey » culminant à 449 m.

### Hydrographie

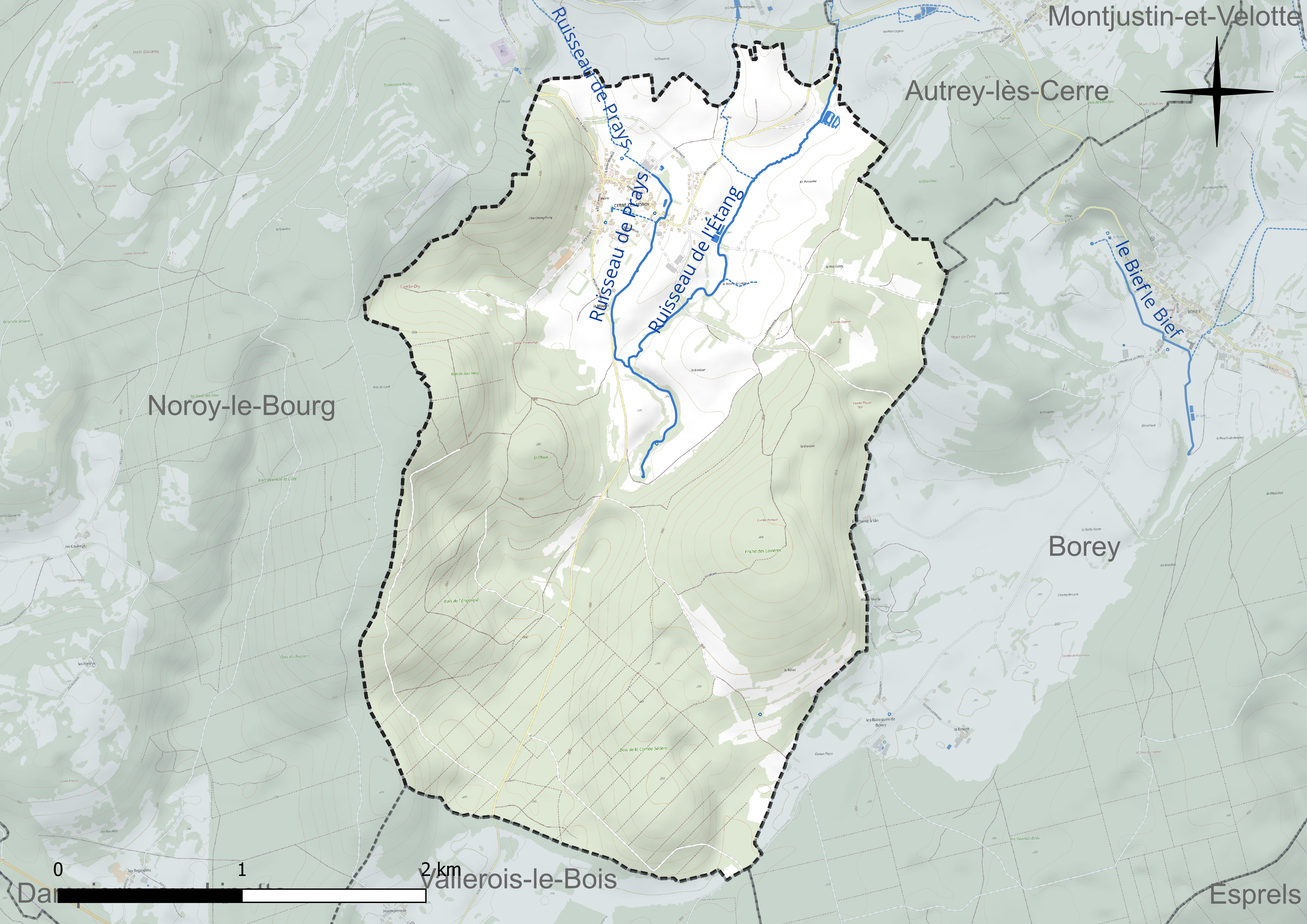
Carte hydrographique de la commune.

Le territoire communal est drainé par deux petits cours d'eau, le Ruisseau de Prays et le Ruisseau de l'Étang.

### Climat
Pour des articles plus généraux, voir Climat de la Bourgogne-Franche-Comté et Climat de la Haute-Saône.
En 2010, le climat de la commune est de type climat de montagne, selon une étude du Centre national de la recherche scientifique s'appuyant sur une série de données couvrant la période 1971-2000. En 2020, Météo-France publie une typologie des climats de la France métropolitaine dans laquelle la commune est exposée à un climat semi-continental et est dans la région climatique Lorraine, plateau de Langres, Morvan, caractérisée par un hiver rude (1,5 °C), des vents modérés et des brouillards fréquents en automne et hiver.
Pour la période 1971-2000, la température annuelle moyenne est de 10 °C, avec une amplitude thermique annuelle de 17,2 °C. Le cumul annuel moyen de précipitations est de 1 180 mm, avec 13,2 jours de précipitations en janvier et 10,3 jours en juillet. Pour la période 1991-2020, la température moyenne annuelle observée sur la station météorologique de Météo-France la plus proche, « Frotey_sapc », sur la commune de Frotey-lès-Vesoul à 10 km à vol d'oiseau, est de 11,2 °C et le cumul annuel moyen de précipitations est de 914,2 mm. 
La température maximale relevée sur cette station est de 38,5 °C, atteinte le 25 juillet 2019 ; la température minimale est de −14,9 °C, atteinte le 20 décembre 2009,,.
Les paramètres climatiques de la commune ont été estimés pour le milieu du siècle (2041-2070) selon différents scénarios d'émission de gaz à effet de serre à partir des nouvelles projections climatiques de référence DRIAS-2020. Ils sont consultables sur un site dédié publié par Météo-France en novembre 2022.

### Milieux naturels et biodiversité
Le secteur de la croix de Champfleurey est un point de vue et une pelouse sèche protégée, riche d'une faune et d'une flore très variées ; 17 espèces d'orchidées y fleurissent de mi-avril à début juillet, parmi le thym, le lotier et le serpolet, abritées par quelques arbustes (noisetiers, prunelliers, aubépine).

## Urbanisme

### Typologie
Au 1er janvier 2024, Cerre-lès-Noroy est catégorisée commune rurale à habitat dispersé, selon la nouvelle grille communale de densité à sept niveaux définie par l'Insee en 2022.
Elle est située hors unité urbaine. Par ailleurs la commune fait partie de l'aire d'attraction de Vesoul, dont elle est une commune de la couronne,. Cette aire, qui regroupe 158 communes, est catégorisée dans les aires de 50 000 à moins de 200 000 habitants,.

### Occupation des sols

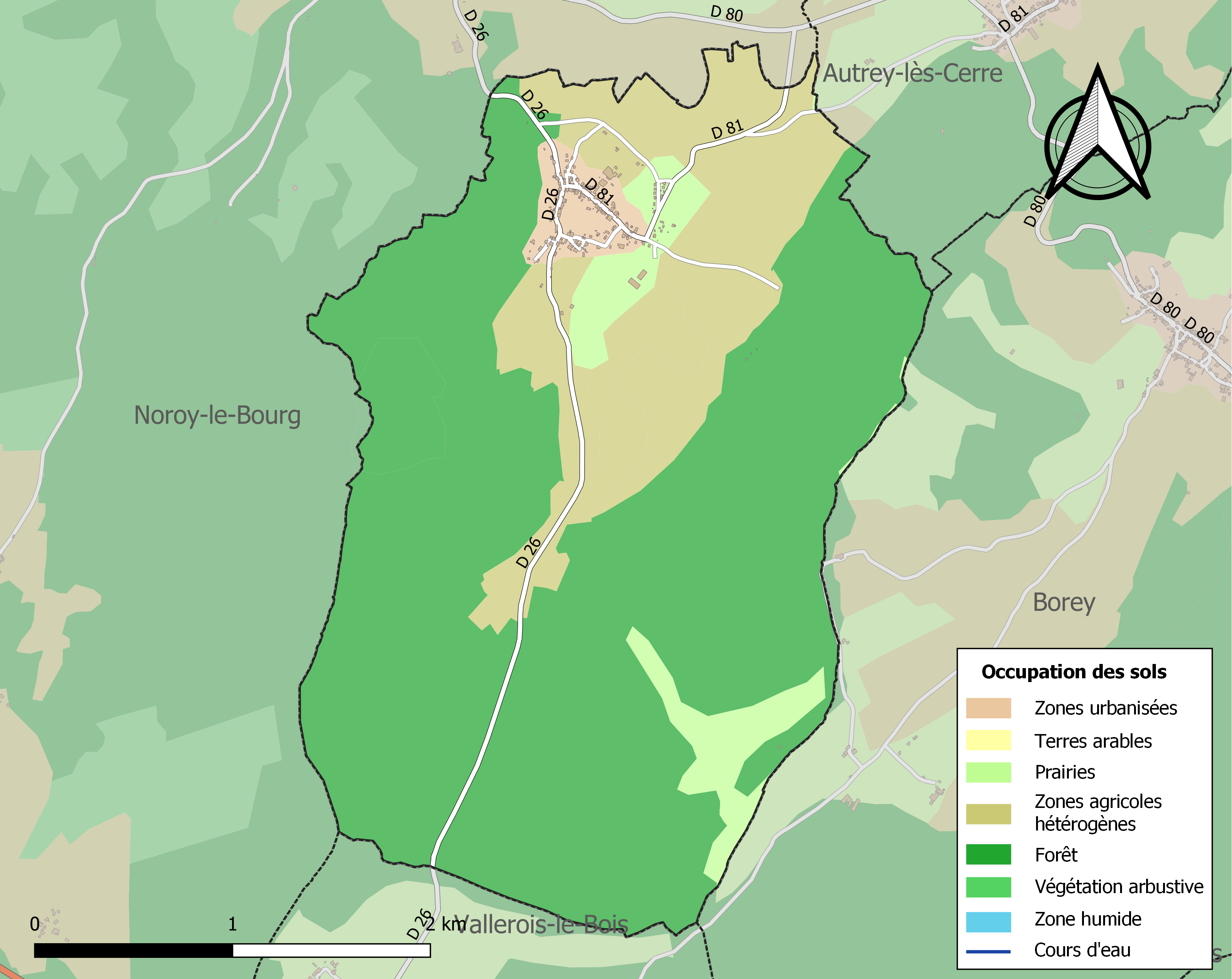
Carte des infrastructures et de l'occupation des sols de la commune en 2018 (CLC).

L'occupation des sols de la commune, telle qu'elle ressort de la base de données européenne d’occupation biophysique des sols Corine Land Cover (CLC), est marquée par l'importance des forêts et milieux semi-naturels (70,7 % en 2018), une proportion identique à celle de 1990 (70,7 %).
La répartition détaillée en 2018 est la suivante : forêts (70,7 %), zones agricoles hétérogènes (20,9 %), prairies (5,9 %), zones urbanisées (2,5 %).
L'évolution de l’occupation des sols de la commune et de ses infrastructures peut être observée sur les différentes représentations cartographiques du territoire : la carte de Cassini (XVIIIe siècle), la carte d'état-major (1820-1866) et les cartes ou photos aériennes de l'IGN pour la période actuelle (1950 à aujourd'hui).

### Habitat et logement
En 2022, le nombre total de logements dans la commune était de 110, alors qu'il était de 104 en 2016 et de 95 en 2011.
Parmi ces logements, 90 % étaient des résidences principales, 5,5 % des résidences secondaires et 4,5 % des logements vacants. Ces logements étaient pour 91,8 % d'entre eux des maisons individuelles et pour 8,2 % des appartements.
Le tableau ci-dessous présente la typologie des logements à Cerre-lès-Noroy en 2022 en comparaison avec celle de la Haute-Saône et de la France entière. Une caractéristique marquante du parc de logements est ainsi la faible proportion des résidences secondaires et logements occasionnels (5,5 %) par rapport au département (6,2 %) et à la France entière (9,7 %).
| Typologie                                               | Cerre-lès-Noroy | Haute-Saône | France entière |
| ------------------------------------------------------- | --------------- | ----------- | -------------- |
| Résidences principales (en %)                           | 90              | 83,5        | 82,3           |
| Résidences secondaires et logements occasionnels (en %) | 5,5             | 6,2         | 9,7            |
| Logements vacants (en %)                                | 4,5             | 10,3        | 8              |

### Voies de communication et transports
La commune est desservie par la RD 26 qui la connecte à la RD 9 (Vesoul-Villersexel) et la RN 19 (Vesoul-Lure).

## Toponymie
Le nom de Cerre, ou plutôt Serre, Sarre, suivant l'ancienne orthographe, désignait primitivement des montagnes à cime dentelée (serra, scie). Plus tard, on l'a donné par extension aux bois qui couvraient ces montagnes, ou même simplement un sol montueux.
Le village de Cerre-Les-Noroy, entouré, comme il l'est, de collines boisées, parait avoir tiré son nom des bois, et non des collines.

## Histoire

### Moyen Âge
Mentionné pour la première fois au XIIe siècle en 1164 dans une sentence de l'archevêque de Besançon Herbert, dont les titres temporels font état de possessions dans les villages de Noroy et de Cerre,le village faisait également partie des fiefs du comté de Bourgogne, ainsi qu'en atteste la reprise faite par Aymon de Faucogney, chevalier, seigneur de Villersexel, de ce que Hugues de Bourgogne tenait à Cerre-lez-Noroy, Arpenans, Echenoz le Sec.
Cerre est mentionné dans les actes du XIIIe siècle : Guillermus Domicellus (damoiseau) de Cert vivait en 1251.

### Époque contemporaine
La Croix de Champfleury est le deuxième point géodésique du département de la Haute-Saône relevé dès 1743 par Jacques Cassini après le ballon de Servance, et a servi aux ingénieurs géographes en 1809 pour lever les cartes d'état-major.
Le village est desservi de 1911 à 1938 par la ligne de Vesoul à Saint-Georges de la ligne de chemin de fer secondaire du réseau des Chemins de fer vicinaux de la Haute-Saône concédé par le département de la Haute-Saône à la Compagnie générale des Chemins de fer vicinaux et long de 520 km, facilitant les déplacements des habitants et le transport des marchandises. C'est le développement de la locomotion individuelle après la Première Guerre mondiale qui a conduit au déclin puis à la fermeture du réseau,.

## Politique et administration

### Rattachements administratifs et électoraux

#### Rattachements administratifs
La commune fait partie de l'arrondissement de Vesoul du département de la Haute-Saône.
Elle faisait partie depuis 1793 du canton de Noroy-le-Bourg. Dans le cadre du redécoupage cantonal de 2014 en France, cette circonscription administrative territoriale a disparu, et le canton n'est plus qu'une circonscription électorale.

#### Rattachements électoraux
Pour les élections départementales, la commune fait partie depuis 2014 du canton de Villersexel.
Pour l'élection des députés, elle fait partie de la deuxième circonscription de la Haute-Saône.

### Intercommunalité
La commune faisait partie de la communauté de communes des grands bois, un établissement public de coopération intercommunale (EPCI) à fiscalité propre créé en 2001 et auquel la commune avait transféré un certain nombre de ses compétences, dans les conditions déterminées par le code général des collectivités territoriales. Elle regroupait 12 communes et environ 3 100 habitants.
Dans le cadre des dispositions de la loi du 16 décembre 2010 de réforme des collectivités territoriales, qui prévoit d'achever et de rationaliser le dispositif intercommunal en France, et notamment d'intégrer la quasi-totalité des communes françaises dans des EPCI à fiscalité propre dont la population soit normalement supérieure à 5 000 habitants, le schéma départemental de coopération intercommunale de 2011 a prévu la fusion des communautés de communes : 
- du Pays de Saulx, 
- des grands bois 
- des Franches Communes (sauf Amblans et Genevreuille), 
et en y rajoutant la commune isolée de Velorcey, afin de former une nouvelle structure regroupant 42 communes et environ 11 200 habitants.
C'est ainsi qu'est créée le 1er janvier 2014 la communauté de communes du Triangle Vert, dont la commune est désormais membre.

### Liste des maires
| Période                                  | Période                  | Identité           | Étiquette | Qualité |
| ---------------------------------------- | ------------------------ | ------------------ | --------- | --- |
| Les données manquantes sont à compléter. |                          |                    |           | |
| 1957                                     | mars 2001                | Gabriel Petitjean, | UDF       | Garagiste Conseiller général de Noroy-le-Bourg (1979 → 1992) Vice-président du conseil général[Quand ?] Chevalier de l'Ordre national du Mérite |
| mars 2001                                | mars 2008                | Bruno Vejux        |           | |
| mars 2008                                | En cours (au 31/10/2024) | Gilbert Henry      |           | Artisan menuisier retraité Vice-président de la CC Triangle Vert (2014 → 2020) Réélu pour le mandat 2020-2026,                                  |

## Population et société

### Démographie
- En 2022, Cerre-lès-Noroy comptait 238 habitants. À partir du XXIe siècle, les recensements réels des communes de moins de 10 000 habitants ont lieu tous les cinq ans. Les autres « recensements » sont des estimations.

| 1793 | 1800 | 1806 | 1821 | 1831 | 1836 | 1841 | 1846 | 1851 |
| ---- | ---- | ---- | ---- | ---- | ---- | ---- | ---- | ---- |
| 499  | 484  | 535  | 439  | 503  | 497  | 470  | 515  | 506  |

| 1856 | 1861 | 1866 | 1872 | 1876 | 1881 | 1886 | 1891 | 1896 |
| ---- | ---- | ---- | ---- | ---- | ---- | ---- | ---- | ---- |
| 440  | 433  | 438  | 388  | 368  | 362  | 344  | 347  | 330  |

| 1901 | 1906 | 1911 | 1921 | 1926 | 1931 | 1936 | 1946 | 1954 |
| ---- | ---- | ---- | ---- | ---- | ---- | ---- | ---- | ---- |
| 318  | 297  | 299  | 256  | 237  | 208  | 203  | 198  | 192  |

| 1962 | 1968 | 1975 | 1982 | 1990 | 1999 | 2006 | 2011 | 2016 |
| ---- | ---- | ---- | ---- | ---- | ---- | ---- | ---- | ---- |
| 177  | 158  | 176  | 161  | 177  | 169  | 193  | 220  | 231  |

| 2021 | 2022 | - | - | - | - | - | - | - |
| ---- | ---- | - | - | - | - | - | - | - |
| 237  | 238  | - | - | - | - | - | - | - |

### Sports et loisirs
La Noctambule, dont la 7e édition s'est tenue le 19 avril 2025, est une course nocturne de marcheurs, traileurs et vététistes sur chemins et sentiers organisée par l’association Sports et Loisirs de Cerre-lès-Noroy.

## Culture locale et patrimoine

### Lieux et monuments
- Dépendances : le moulin de la Pie (aujourd'hui abandonné comme moulin) ; un autre petit moulin est alimenté par les eaux qui découlent du village et vont se perdre dans un entonnoir en aval de l'usine. En 1853, un de ces moulins est à vendre[30].
- L'église du lieu, sous le titre de Saint-Maurice, était déjà paroissiale au XVIIe siècle. Elle a été reconstruite en 1766. On y voit une tombe provenant de l'ancienne église : c'est celle d'un curé de la paroisse qui mourut le 13 décembre 1701. On y trouve plusieurs objets classés par les monuments historiques, dont une croix de procession gothique en métal argenté de 50 cm datant du dernier quart du XVIe siècle (?) une statue de saint Maurice à cheval XVIe/XVIIIe siècle, ainsi qu'un ensemble de tableaux de la fin du XIXe siècle, réalisé par cinq Frères des écoles chrétiennes[Note 3]. Le mobilier est du XVIIIe siècle[32],[33].

L'église Saint-Maurice.
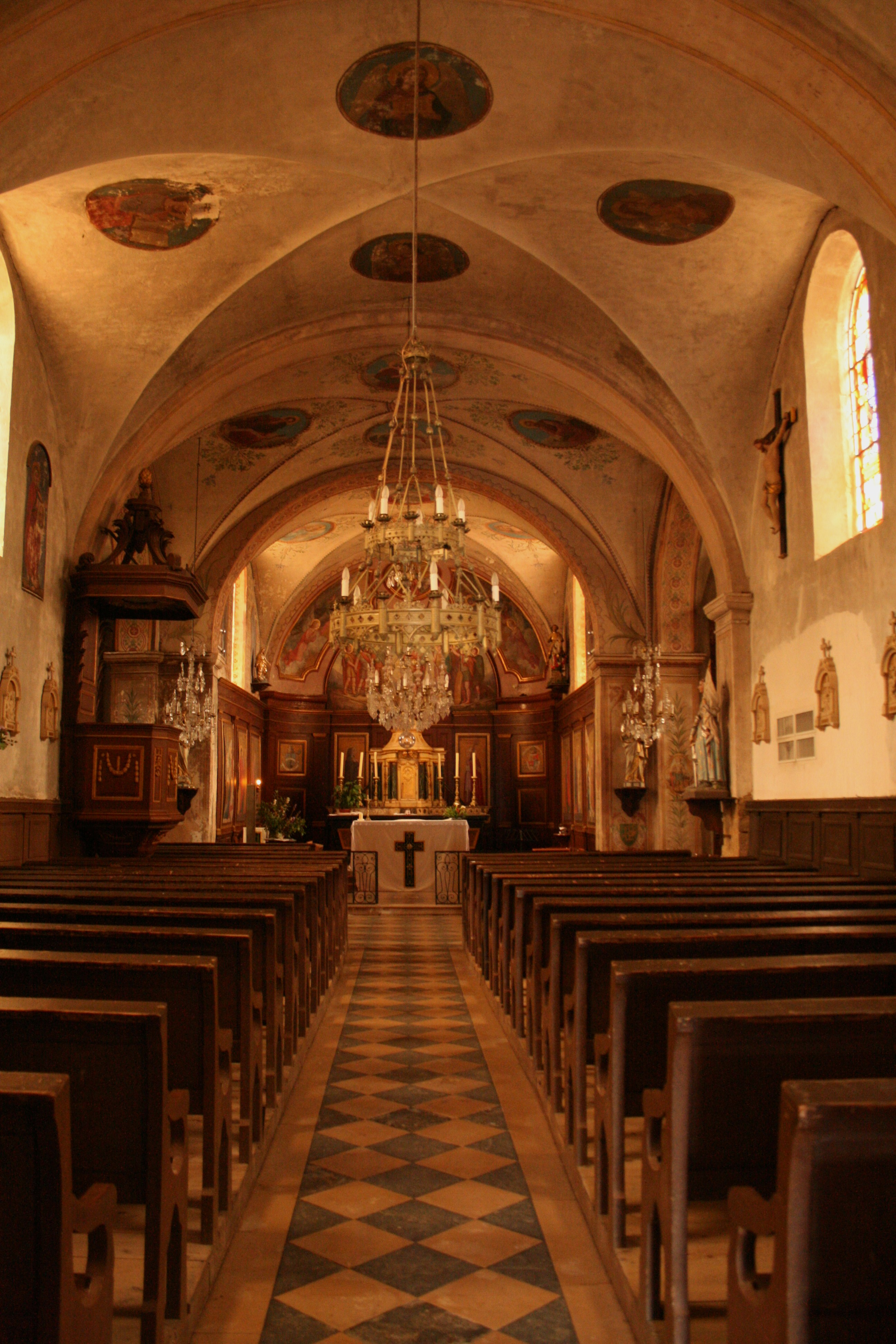
Nef de l'église.
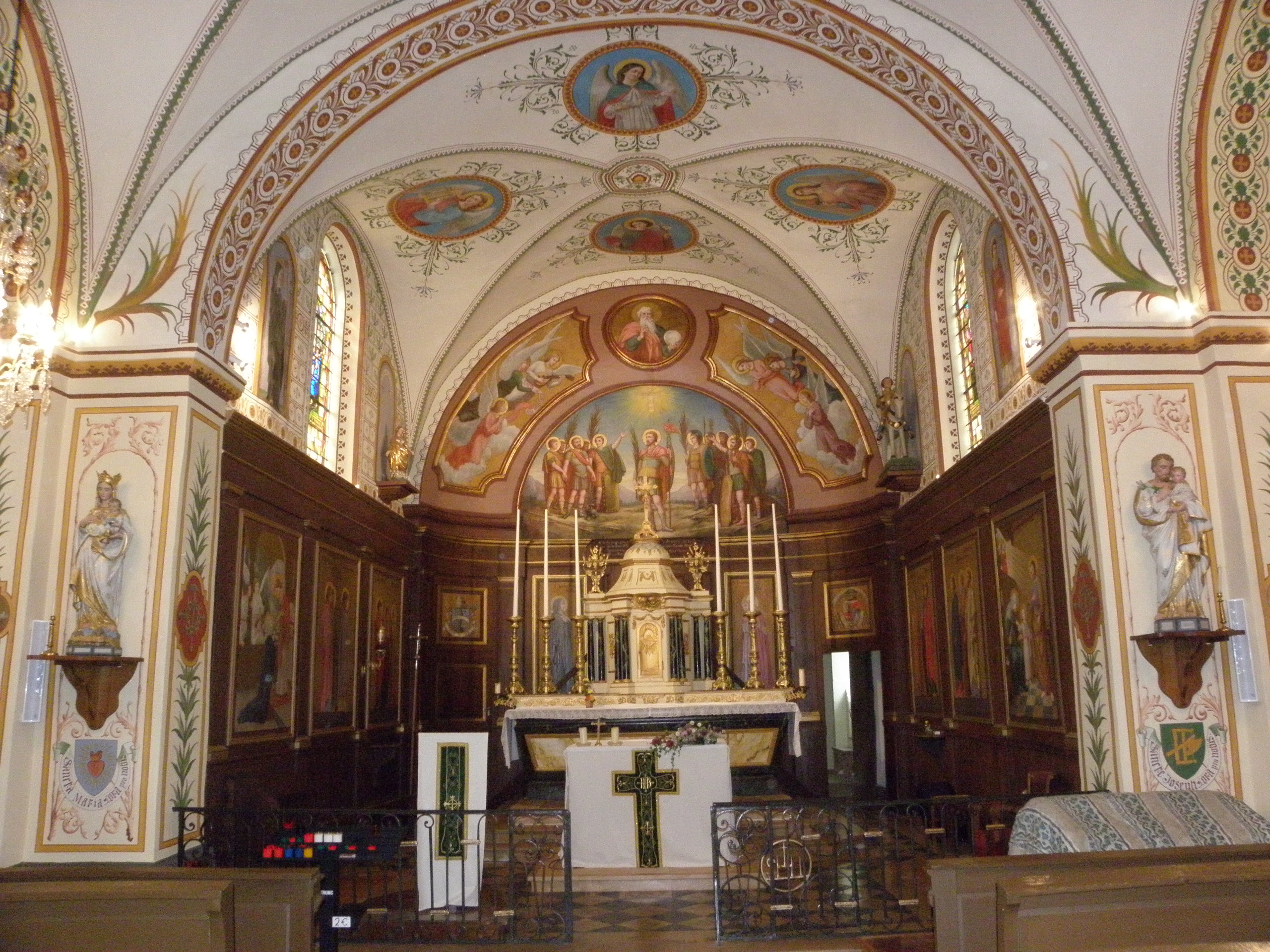
Chœur de l'église.
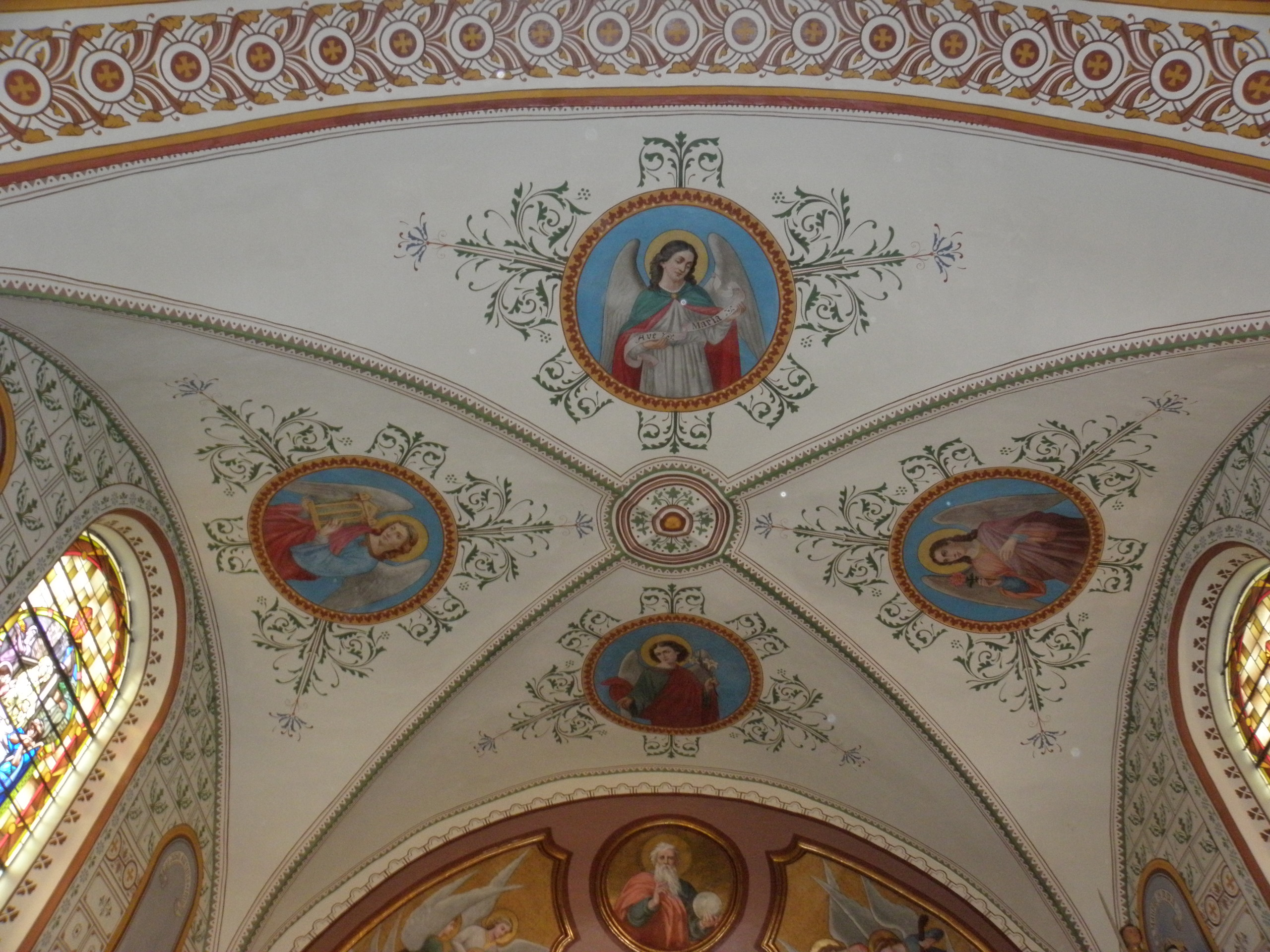
Voûte du chœur.
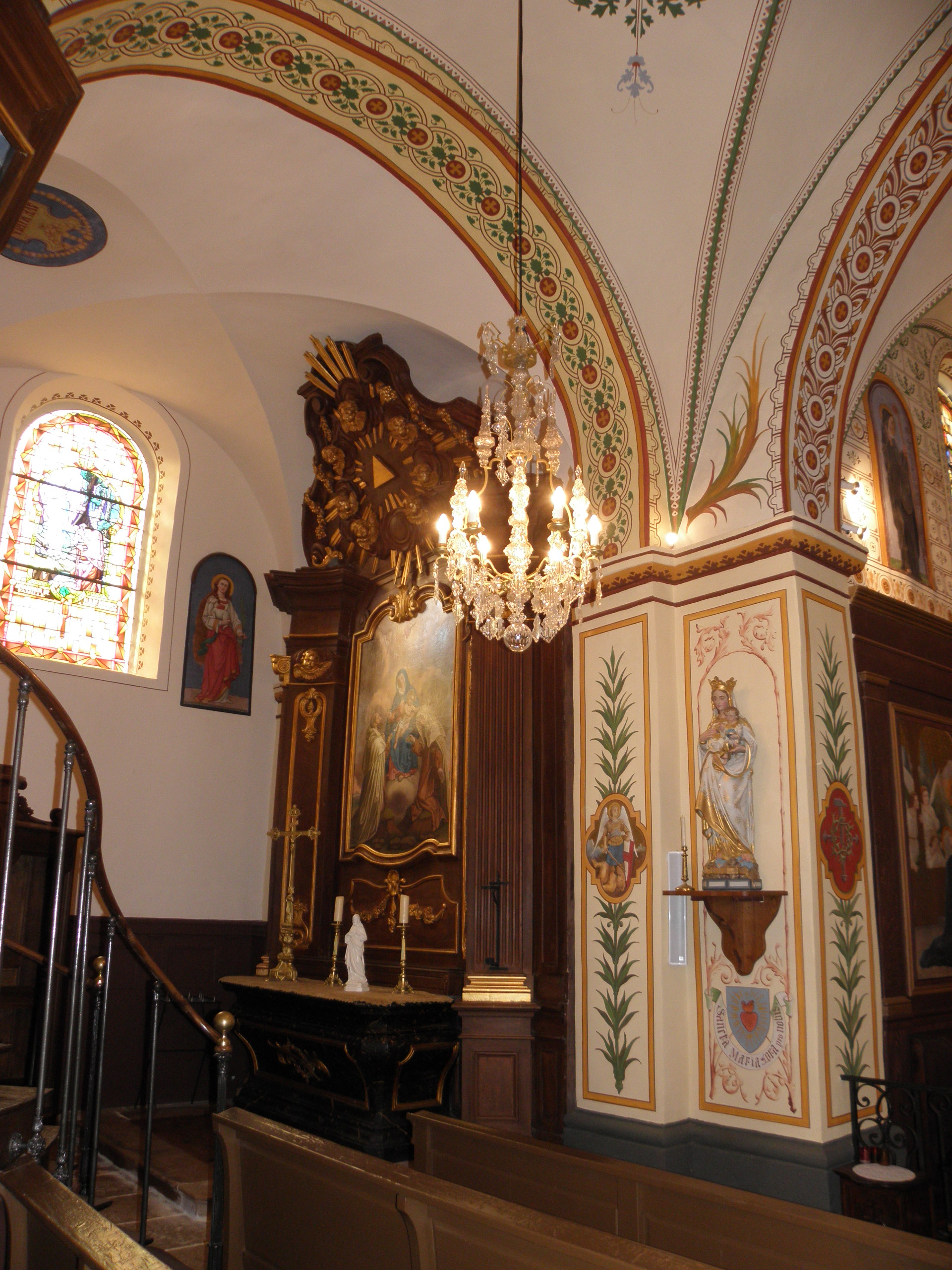
Bras nord du transept et son autel.
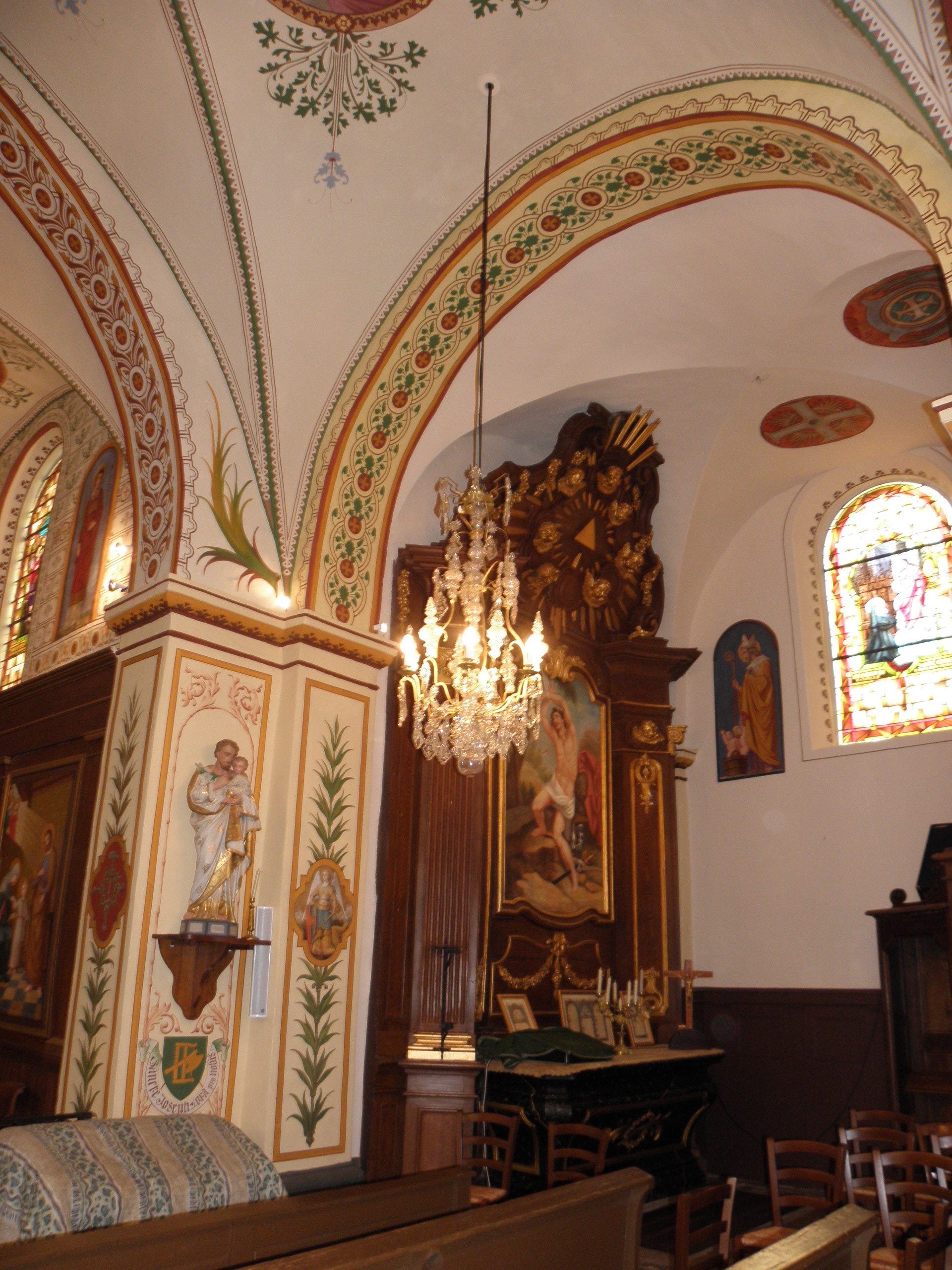
Bras sud du transept et son autel.
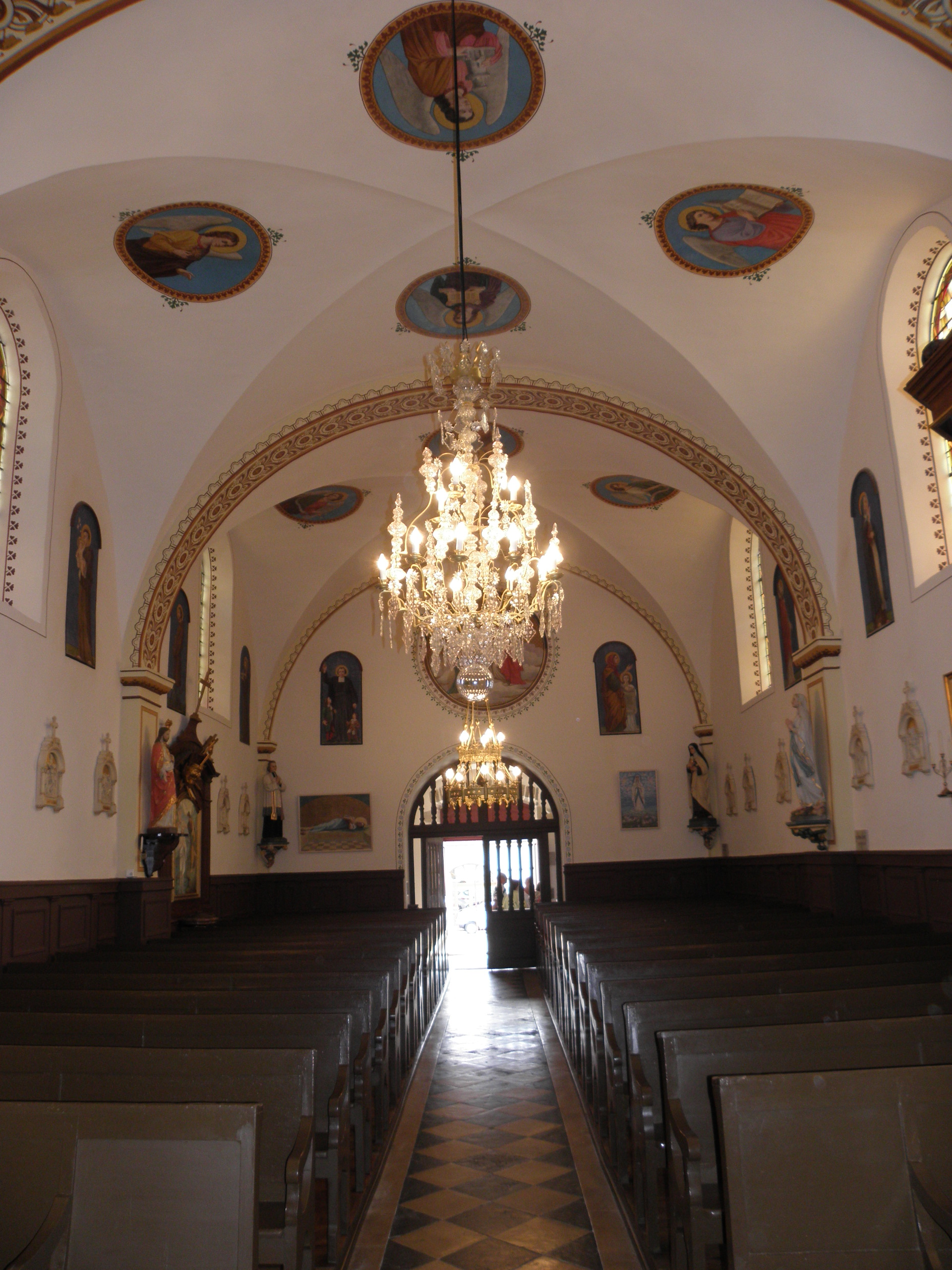
Nef centrale.
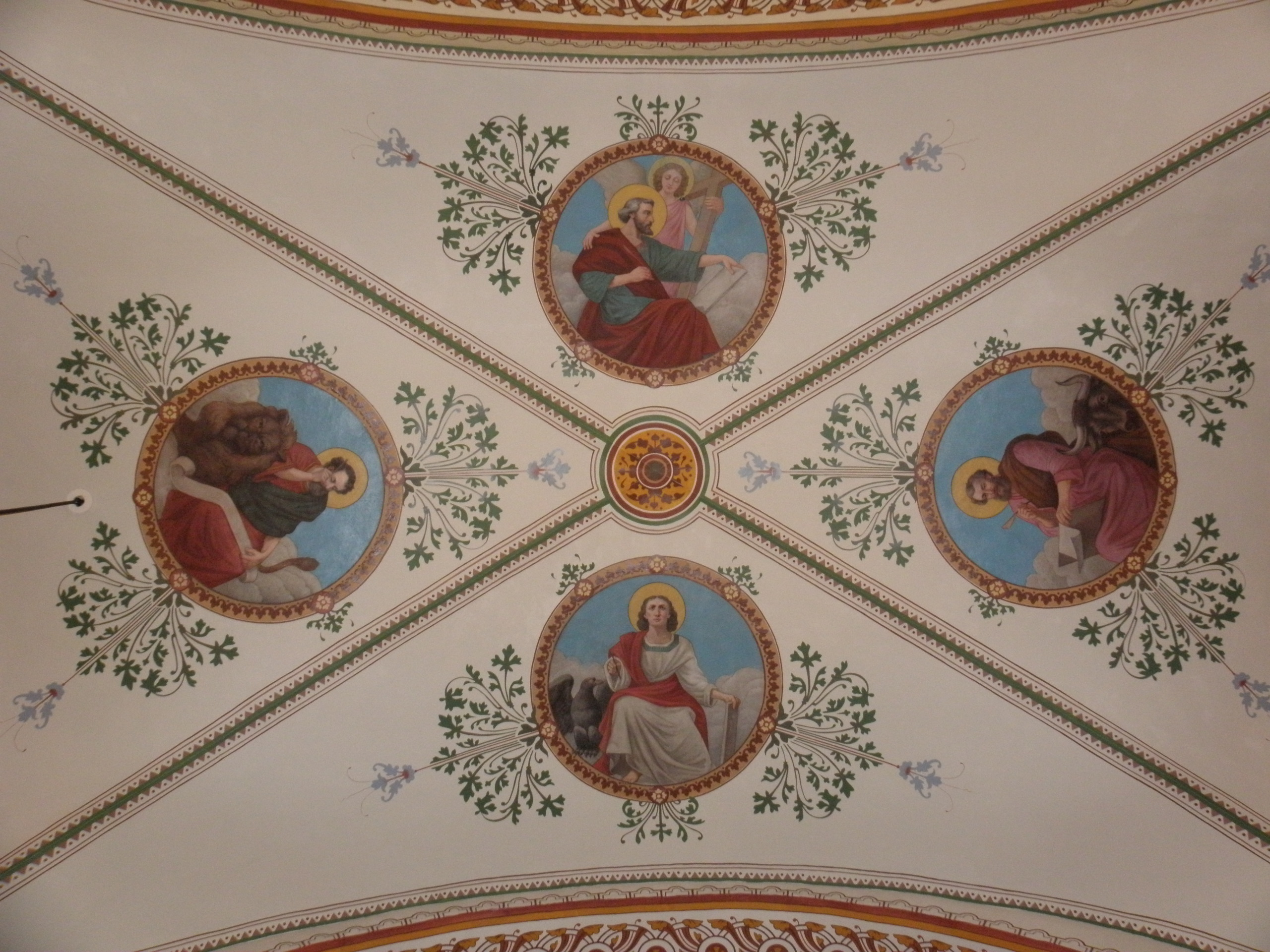
Voûte de la nef centrale.

En 1892, l'église est pillée, un grand nombre de vases sacrés sont volés ainsi que les "Saintes Espèces".
- Linteau d'époque carolingienne à l'entrée du village.

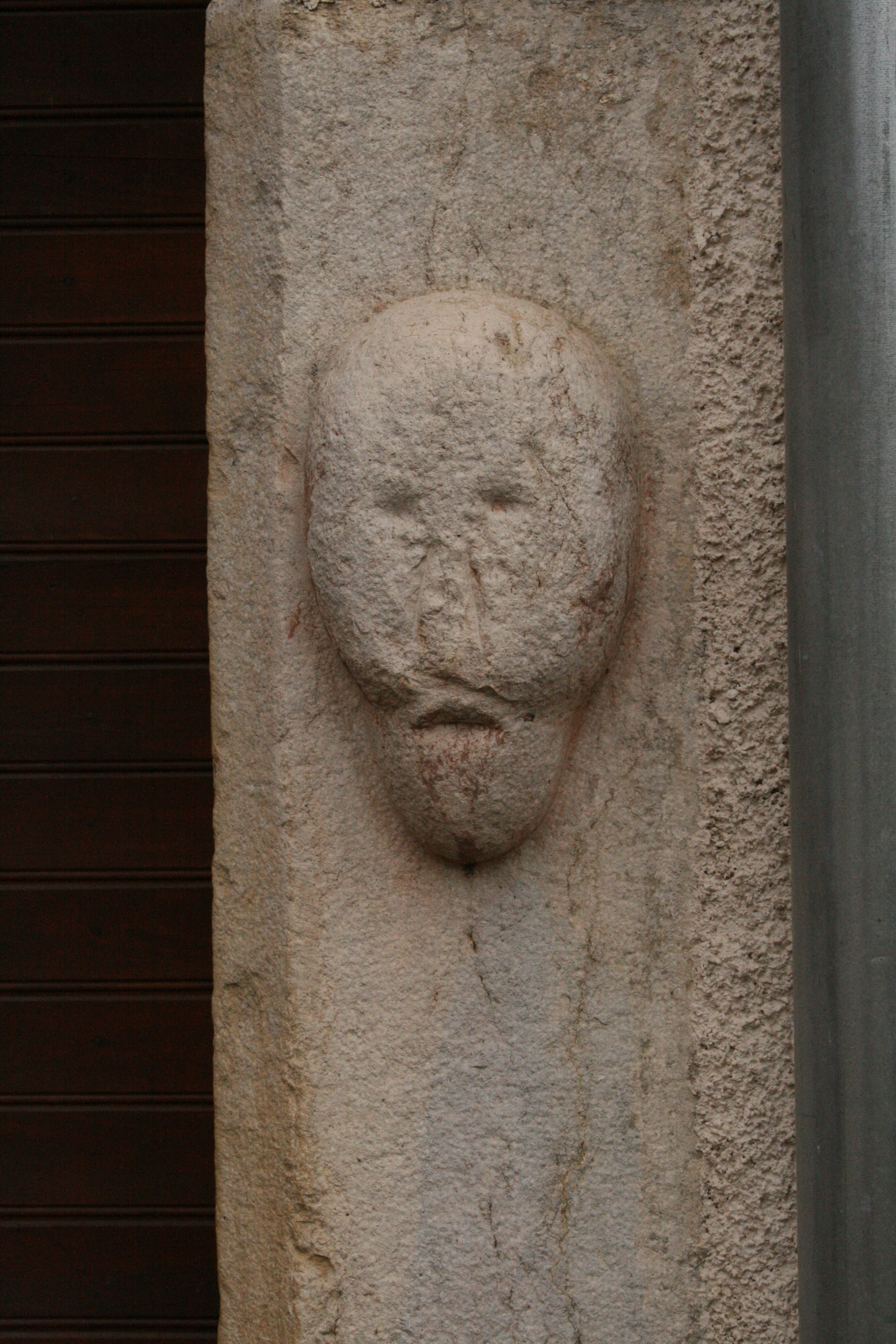
Linteau de l'époque carolingienne, situé à l'entrée du village.

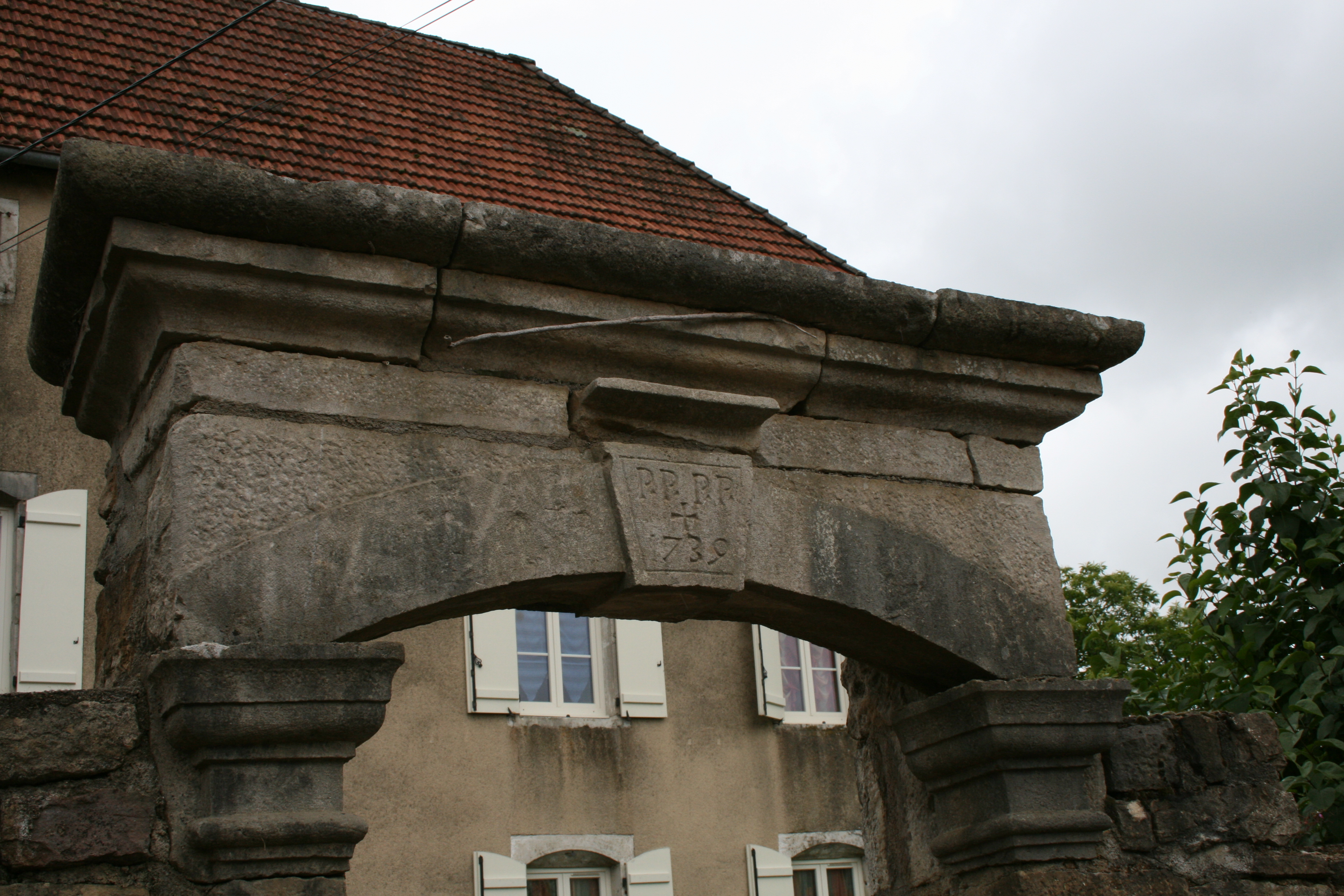
Linteau P.P.P.P.

- Plusieurs des maisons du village portent des noms de propriétaires et des millésimes. Sur l'une on remarque le sigle que voici – PPPP 1739 (entrée du château). Le sens traditionnel en est donné par quelques vieillards, de cette façon : Pauvre Paysans Prenez Patience.
- Un tilleul centenaire est pris dans le mur du cimetière entourant l'église et ombrage la fontaine du haut. On remarque de nombreuses statues de la Vierge sous la protection de laquelle étaient placées les maisons du village et des fontaines.
- Écho remarquable au sud du village, près de la croix qui est plantée à la pointe nord du bois de la Combe-Sedera.
- Carrières de très bonne pierre de taille :
  - Carrière dite de l'église car la pierre extraite a servi à la construction de l'église de Cerre ;
  - Carrière Pillot : à gauche et à droite du sentier, monsieur Pillot tirait et taillait la pierre utilisée pour les maisons et édifices publics du village, entre autres, les fontaines. On trouve des blocs de pierre attendant encore aujourd'hui d'être extraits par le tailleur de pierre.
- Les trois fontaines du village sont un modèle du genre et méritent le détour. Les eaux des sources qui les alimentaient ne tarissaient jamais.
  - La fontaine de l'église, construite en 1801 et rénovée en 1870, par l'architecte Servas de Vesoul. Elle est découverte en demi-cercle avec galerie pour les laveuses et un abreuvoir, cuvette octogonale avec gouliches surmontées d'une Vierge[35].
  - La fontaine du pont, située en bas du village fut reconstruite en 1870 en remplacement le lavoir du ruisseau[36].
  - La fontaine de la hye (1884) remplaçant l'ancienne fontaine de la Coquaire[37],[38].

- L'ancienne gare des chemins de fer vicinaux de la Haute-Saône[39].

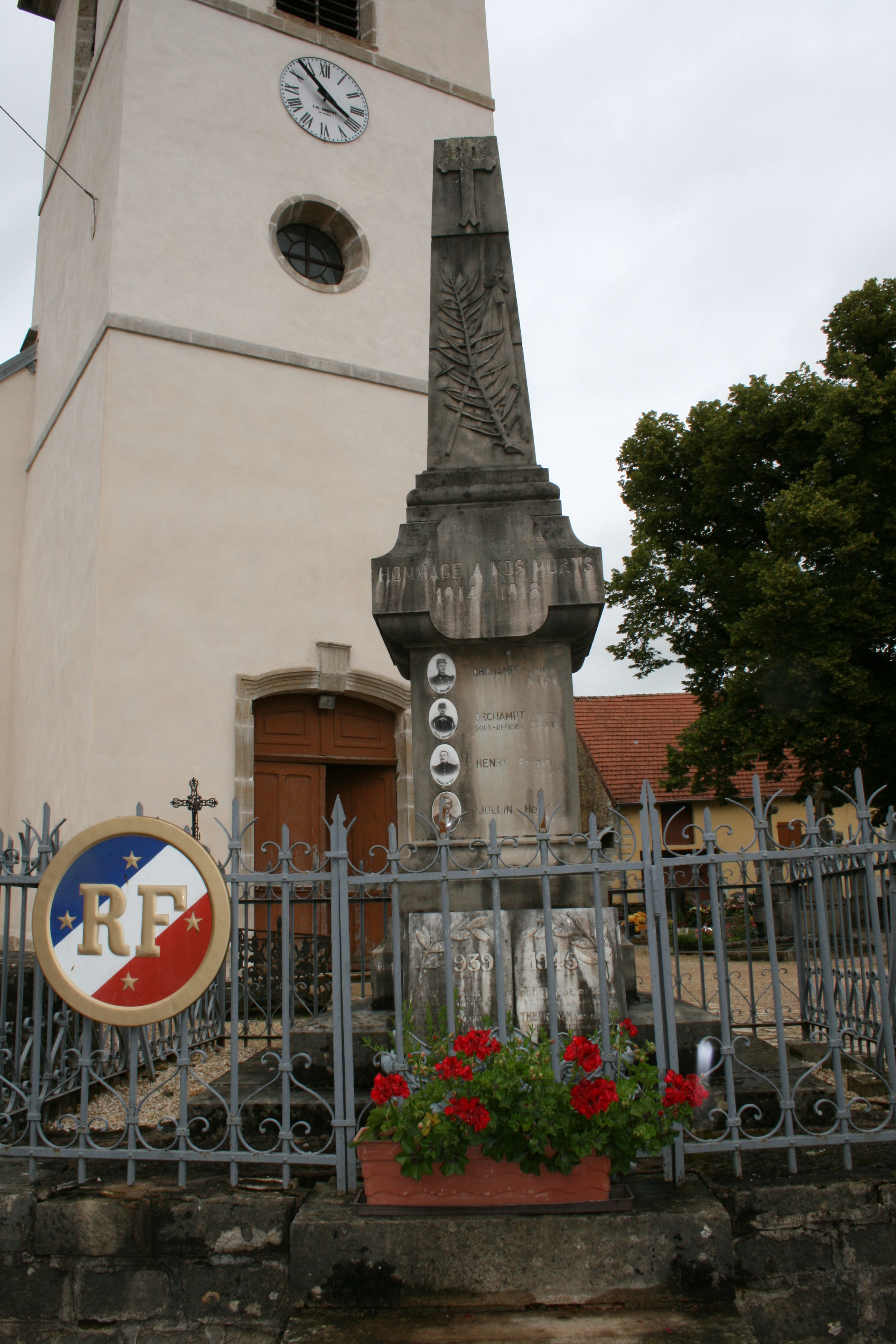
Le monument aux morts.
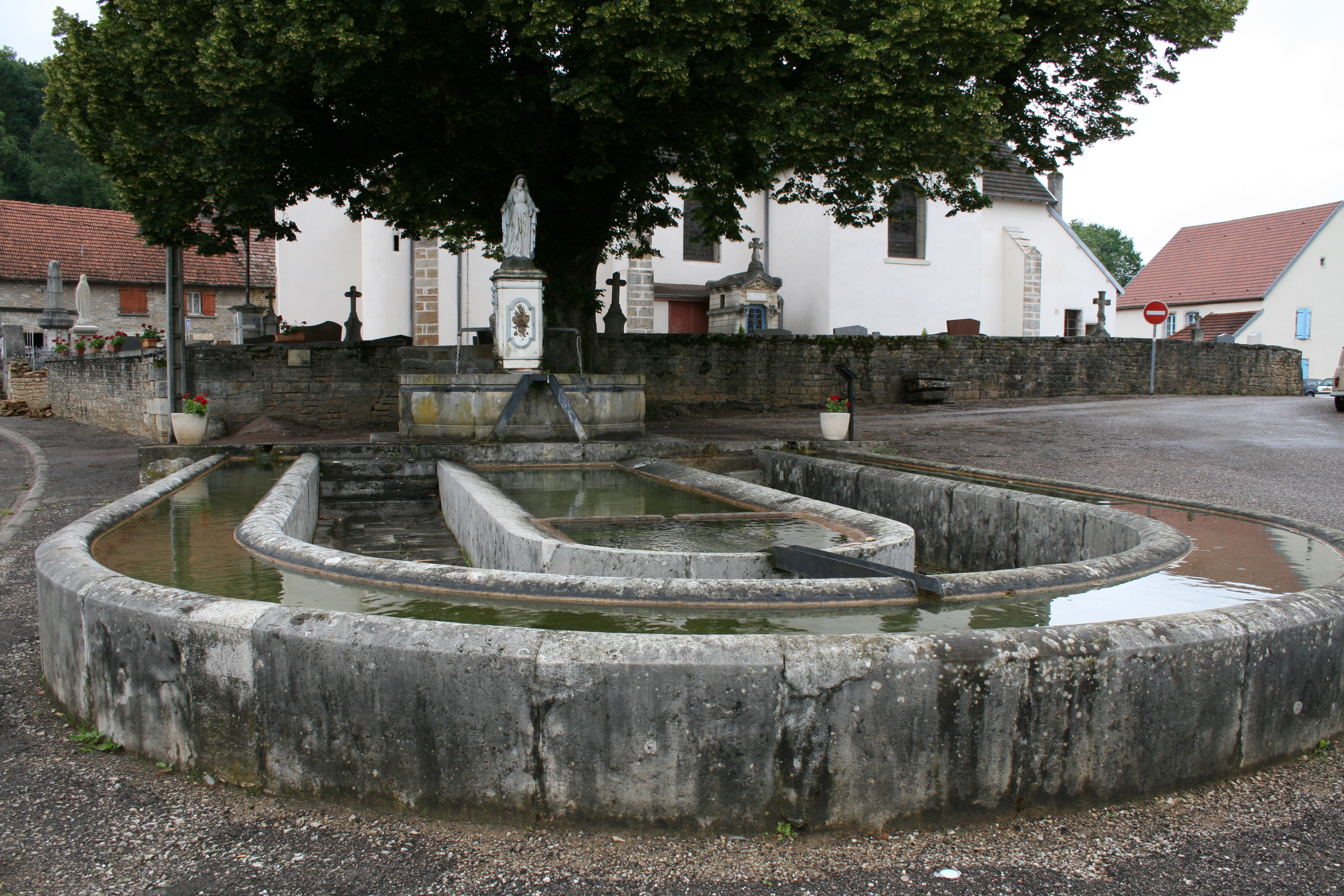
La fontaine de l'église.
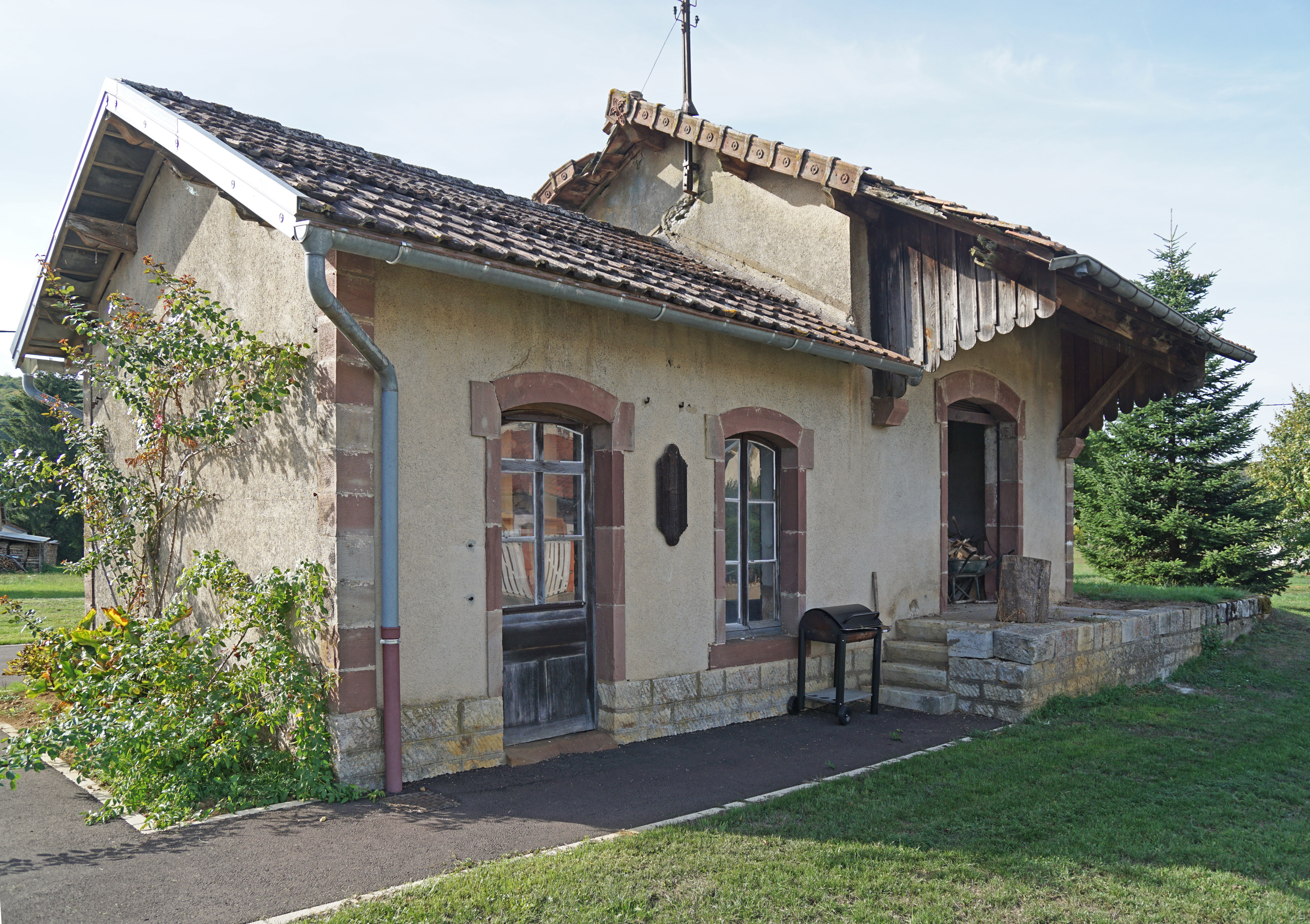
L'ancienne gare.
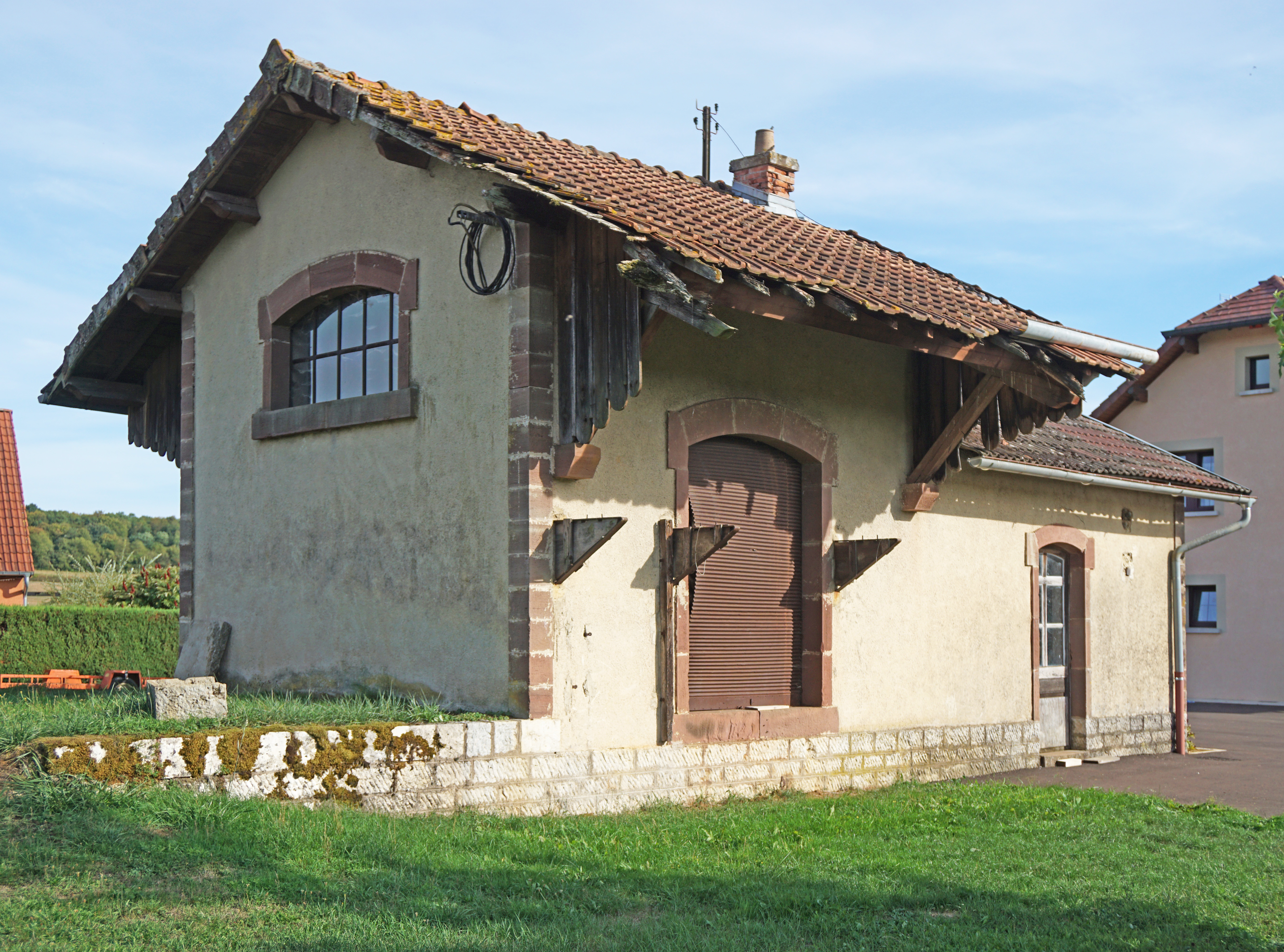
Vue opposée de l'ancienne gare.
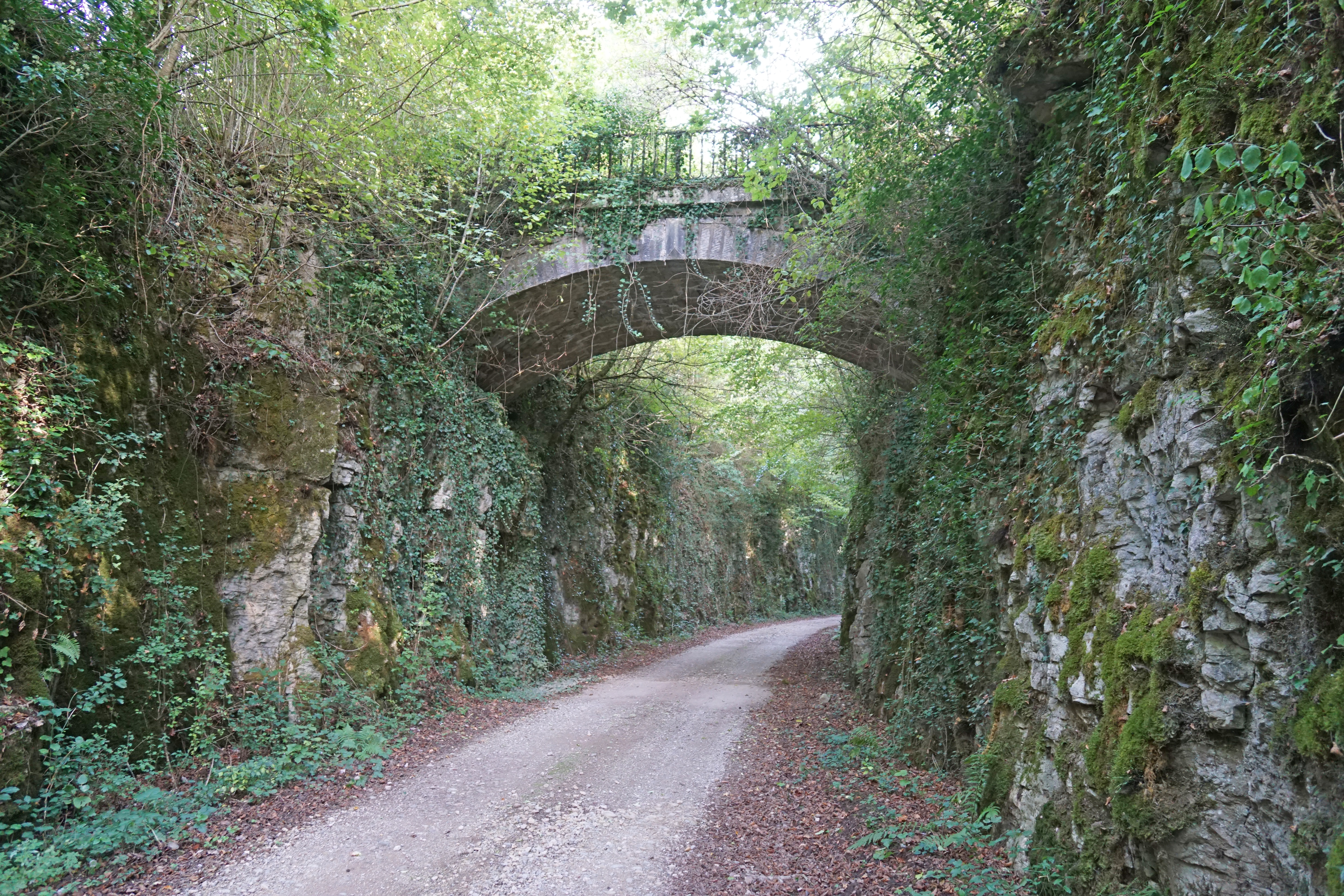
Le pont du Crautolat.

### Personnalités liées à la commune
Étienne Vivier (1842-1898), prêtre membre des Missions étrangères de Paris, missionnaire en Cochinchine, y est né.

### Héraldique
| Blason de Cerre-lès-Noroy | Blason  | D’argent aux trois mâcles de sable posées à plomb et rangées en bande. |
| Blason de Cerre-lès-Noroy | Détails |                                                                        |

## Pour approfondir